# Kubuntu
Kubuntu er en officiel afledt udgave af Ubuntu, der i stedet for at anvende GNOME (skrivebordsmiljø), anvender KDE Plasma Desktop. Systemet er en del af Ubuntu-projektet, og bruger dermed det samme underliggende system. Det er muligt at installere KDE Plasma Desktop (kubuntu-desktop) sammen med Unity skrivebordsmiljøet (ubuntu-desktop) på samme maskine. Alle Kubuntus pakker deles med Ubuntu. Endvidere bliver Kubuntu udgivet på samme tid som Ubuntu.

## Navn
"Kubuntu" betyder "mod menneskelighed på Bemba og kommer fra udtrykket Ubuntu, der betyder menneskelighed. K repræsenterer KDE fællesskabet, som er grundlaget for Kubuntu. Ved et tilfælde betyder Kubuntu også "fri" på Kirundi.

## Historie
Oprindeligt var Ubuntu tænkt kun som en GNOME-distribution. Dette fik KDE-udvikleren, Jonathan Riddell, til at reagere. På sin blog tilkendegav han interesse for deltagelse. Eftersom Ubuntu var bygget som et GNOME system, krævede det en masse ædnringer at få Kubuntu til at virke korrekte. Blandt andet skulle et hardwarebibliotek laves. Programmer og pakker ligeledes. Desuden manglede de mandskab. Dette har ændret sig siden da, hvor Kubuntu nu selv har mange medlemmer såvel som et stort og stærkt fællesskab.

### Versionsoversigt
| Version   | Kodenavn          | Udgivelsesdato   | Brugerhjælp indtil | Noter |
| --------- | ----------------- | ---------------- | ------------------ | --- |
| 5.04      | Hoary Hedgehog    | 8. april 2005    | Oktober, 2006      | Indeholder 3.4 udgaven af KDE samt pakkerne Amarok, Kaffeine, Gwenview, og K3b. |
| 5.10      | Breezy Badger     | 13. oktober 2005 | April, 2007        | Indeholder 3.4.3 udgaven af KDE samt har fået tilføjet Adept pakkehåndteringsprogrammet. |
| 6.06 LTS  | Dapper Drake      | 1. juni 2006     | Juni, 2009         | Canonicals første LTS (long term support) udgave samt udgivet med en live-cd og en grafisk opstart. |
| 6.10      | Edgy Eft          | 26. oktober 2006 | April, 2008        | Indeholder 3.5.5 udgaven af KDE samt billedhåndteringsprogrammet Digikam. |
| 7.04      | Feisty Fawn       | 19. april 2007   | Oktober, 2008      | Indeholder 3.5.6 udgaven af KDE samt printerhåndtering og KNetworkmanager. |
| 7.10      | Gutsy Gibbon      | 18. oktober 2007 | April, 2009        | Nye baggrunde samt mappebrowseren Dolphin. |
| 8.04      | Hardy Heron       | 24. april 2008   | Oktober, 2009      | Indeholder både en 3.5 og 4.0 udgave af KDE. |
| 8.10      | Intrepid Ibex     | 30. oktober 2008 | April, 2010        | Indeholder KDE 4.1.2, Linux kernel 2.6.27, Xserver 1.5, Adept Manager 3, KNetworkmanger 0.7, og Kwin skrivebordseffekter.                                                                                         |
| 9.04      | Jaunty Jackalope  | 23. april 2009   | Oktober, 2010      | KDE 4.2.2 udgaven samt Kernel 26.28, Xserver 1.6 og KPackageKit samt hurtigere opstart og filsystemet ext4. |
| 9.10      | Karmic Koala      | 29. oktober 2009 | April, 2011        | KDE 4.3.2 udgaven samt nu GRUB 2, og en 2.6.31 kernel. |
| 10.04 LTS | Lucid Lynx        | 29. april 2010   | Maj, 2013          | Indeholder KDE 4.4.2 samt Kernel 2.6.32 og KPackagekit 0.5.4, Firefox KDE integration, og touchpad konfiguration. Canonicals anden LTS udgave, hvor sikkerhedsopdateringer vil blive udgivet for de næste tre år. |
| 10.10     | Maverick Meerkat  | 10. oktober 2010 | April, 2012        | KDE udgave 4.5 med hurtigere login. Konqueror browseren er udskiftet med Rekonq. Pulseaudio lydserver er inkluderet. KPackagekit indeholder nu kategorier.                                                        |
| 11.04     | Natty Narwhal     | 28. april 2011   | Oktober, 2012      | KDE 4.6 SC udgave, Kernel 2.6.38, GStreamer Multimedia Backend, GTK Oxygen tema samt spil installeret ved systeminstallation. UDisk og Upower erstatter HAL.                                                      |
| 11.10     | Oneiric Ocelot    | 13. oktober 2011 | Maj, 2013          | KDE 4.7 SC udgave, erstatning af KPackackagekit med muon software center. |
| 12.04 LTS | Precise Pangolin  | 26. april 2012   | April, 2017        | |
| 12.10     | Quantal Quetzal   | 18. oktober 2012 | April, 2014        | |
| 13.04     | Raring Ringtail   | 25. april 2013   | Januar, 2014       | |
| 13.10     | Saucy Salamander  | 17. oktober 2013 | Juni, 2014         | |
| 14.04 LTS | Trusty Tahr       | 17. april 2014   | April, 2019        | |
| 14.10     | Utopic Unicorn    | 23. Oktober 2014 | Juni, 2015         | |
| 15.04     | Vivid Vervet      | 23. april 2015   | December, 2015     | |
| 15.10     | Wily Werewolf     | 22. Oktober 2015 | Juli, 2016         | |
| 16.04 LTS | Xenial Xerus      | 21. April 2016   | April, 2019        | |
| 16.10     | Yakkety Yak       | 13. Oktober 2016 | Juli, 2017         | |
| 17.04     | Zesty Zapus       | 13. April 2017   | Januar, 2018       | |
| 17.10     | Artful Aardvark   | 19. Oktober 2017 | Juli, 2018         | |
| 18.04 LTS | Bionic Beaver     | 26. April 2018   | April, 2021        | |
| 18.10     | Cosmic Cuttlefish | 18. Oktober 2018 | Juli, 2019         | |
| 19.04     | Disco Dingo       | 18. April 2019   | Januar, 2020       | |
| 19.10     | Eoan Ermine       | 17. Oktober 2019 | Juli, 2020         | |
| 20.04 LTS | Focal Fossa       | 23. April 2020   | April, 2023        | |
| 20.10     | Groovy Gorilla    | 22. Oktober 2020 | Juli, 2021         | |
| 21.04     | Hirsute Hippo     | 22. April 2021   | Januar, 2022       | |
| 21.10     | Impish Indri      | 14. Oktober 2021 | Juli, 2022         | |
| 22.04 LTS | Jammy Jellyfish   | 21. April 2022   | April, 2025        | |
| 22.10     | Kinetic Kudu      | 20. Oktober 2022 | Juli, 2023         | |

| Farver:                                    | Farver:                              | Farver:             | Farver:             |
| ------------------------------------------ | ------------------------------------ | ------------------- | ------------------- |
| Gammel udgivelse; ikke længere brugerhjælp | Gammel udgivelse; stadig brugerhjælp | Nuværende udgivelse | Fremtidig udgivelse |

## Systemskrav
Den nuværende version af Kubuntu understøtter x86-64 (Intel x86 og AMD64) arkitekturer. Andre udgaver understøtter endvidere SPARC arkitektur, PowerPC etc. samt Playstation 3 akitektur.
Minimumskrvene for en skrivebordsinstallation: (samme som Ubuntu)
|                     | Stationær & Bærbar      |
| Minimum Anbefallet  |                         |
| ------------------- | ----------------------- |
| Processor           | 2 GHz dual core (x86)   |
| Hukommelse          | 4 GiB RAM               |
| Harddisk hukommelse | 25 GB (minimum: 8.6 GB) |
| Grafikkort          | VGA @ 1024x768          |

## Sammenligning med Ubuntu
Forskellen mellem de to søsteroperativsystemer er typisk kun grafisk samt de anvendte redskaber.
| Color | Meaning         |
| ----- | --------------- |
| Grøn  | Both OSs        |
| Gul   | Ubuntu Default  |
| Blå   | Kubuntu Default |

| Software        | Ubuntu               | Kubuntu                               |
| --------------- | -------------------- | ------------------------------------- |
| Kernel & kerne  | Ubuntu Kernel & Core | Ubuntu Kernel & Core                  |
| Grafik          | X.org                | X.org                                 |
| Lyd             | PulseAudio           | PulseAudio                            |
| Multimedia      | GStreamer            | Xine (moving to GStreamer) via Phonon |
| Skrivebord      | GNOME                | KDE Plasma                            |
| Primary Toolkit | GTK / Qt             | Qt                                    |
| Browser         | Firefox              | Firefox                               |
| Kontorpakke     | LibreOffice          | LibreOffice                           |
| Email & PIM     | Thunderbird          | Thunderbird                           |

Kunbutus Plasma skrivebord er mere fleksibelt end GNOME eller Unity. KDE er oprindeligt skabt for at gøre det lettere at migrere fra andre operativ systemer så som Microsoft Windows ved at lave et lignende layout. I dag kan KDE PLasma Desktop også anvende widgets, som tillader funktioner der minder om dem, der anvendes i andre operativsystemer. De har dog også en funktionalitet, som ikke findes på andre systemer.

## Programmer
Blandt Kubuntus mange pakker, findes der en række spil så som Klondike (Solitaire), Spider, Breakout, og Sudoku. Med Kubuntu følger LibreOffice med, der overtog pladsen efter OpenOffice med udgivelsen af Kubuntu 11.04. Som alternativ til LibreOffice (og alle andre kontorpakker) har KDE også et KOffice. Hverken LibreOffice, OpenOffice eller KOffice har et notesprogram som Microsofts OneNote. Kubuntu har i sit pakkesystem et alternativ kaldet BasKet, som kan anvendes til samme formål. I forhold til billedsamlinger, kan man gennem KPackagekit, anskaffe sig Digikam, der giver brugeren adgang til at administrere store billedsamlinger på elegant vis. Kubuntu kommer med Rekonq understøttet af KDE, Firefox understøttet af Mozilla og Chrome (browser) understøttet af Google. Musikafspilning sker gennem Amarok, der i udgangspunktet understøtter Ogg Vorbis formater, men kan uden videre installere understøttelse af MP3. I dag har Kubuntu mere end 1000 tilknyttede pakker.

### Pakkehåndtering: KPackagekit
KPackagekit er en grafisk håndtering af Ubuntu-familiens pakkelager. Det vil sige, hvis en bruger ønsker at anvende et af ovennævnte programmer, skal brugeren åbne KPackagekit og skrive navnet i søgefeltet. Herefter vil KPackagekit installere programmet samt alle nødvendige filer. KPackagekit kan også anvendes til at installere udvidet understøttelse af forskellige filformater så som MP3. Hvis man ikke ved, hvad man leder efter, har KPackagekit også en tematisk indgang, hvor brugeren kan vælge programmer efter tema. Eksempelvis vil valg af spil medfører en liste over alle spil, der er i pakkelageret. Her er det muligt at finsortere, hvis man eksempelvis kun leder efter arkadespil. Ligesom med Windows, skal Kubuntu også opdateres. Opdateringer sker gennem KPackagekit på samme måde som gennem opdateringsfunktionen i Windows. Alternativet til KPackagekit er Synaptic Package Manager eller APT.

### Udenfor pakkehåndtering
Generelt anbefales det i Linuxmiljøet at anvende pakker, der findes i pakkehåndteringen. Dette skyldes, at vedligeholdes af den pågældende distribution. Imidlertid findes der pakker uden for pakkehåndteringen. Da Kubuntu (og Ubuntu) er bygget ovenpå Debian, understøtter førstnævnte .deb Debians ækvivalent til Windows .exe fil. Eksempelvis kan Chromes hentes via Googles hjemmeside som en .deb fil. Det samme gør sig gældende med Skype samt Realplayer.

### Programmer
| Programmer i Kubuntu                                                      | Programmer i Kubuntu                                              |
| ------------------------------------------------------------------------- | ----------------------------------------------------------------- |
| Type                                                                      | Navn                                                              |
| Browser                                                                   | Rekonq, Firefox, Chrome**                                         |
| Kontorpakker                                                              | LibreOffice, KOffice*, BasKet*                                    |
| Grafikprogrammer                                                          | LibreOffice Draw, Kolorpaint*, Gimp (raster)*, Inkscape (vektor)* |
| Multimedie                                                                | Amarok (lyd), Dragonplayer (video), VLC*, Realplayer**            |
| Kalender etc.                                                             | KOrganizer, Kontact                                               |
| Messenger                                                                 | Kopete, Pidgin*, Emesene*, AMSN*, KMess*, Skype**                 |
| *) Skal installeres fra pakkehåndtering; **) .deb fil der skal downloades |                                                                   |

### Windows programmer
Windows programmer kalder komponenter i Windows kernelen, som Kubuntu ikke har. Det kan derimod lade sig gøre ved at installere et kompatibilitetslag, som lægger sig mellem Linux-kernelen og programmet. Et typisk lag er Wine, der kan downloades fra pakkehåndteringsprogrammet. Alternativt kan CrossOver anvendes. Det findes dog ikke i Kubuntus pakkelager, men skal købes fra CodeWeavers hjemmeside. Det kan i mange henseender være anbefalelsesværdigt at installere et sådant lag, da mange programmer så som ordbøger ikke er lavet til Linux. Gads Bogskab kan køres via Wine på Linux.

## Kubuntus kontrolpanel
Kubuntu har en meget omfattende computer administration, som kan bruges til at ændre i systemets grafiske fremtræden, foretrukkent grafisk brugerflade, login-skærm etc. Endvidere har Kubuntu en sektion for Desktop effekter eller skrivebordseffekter, som, alt afhængig af computerens styrke, kan anvendes til tilføje særlige effekter til vinduer, baggrunde etc. Eksempelvis kan man tilføje sin baggrund et levende snevejr. Netop omfanget af konfigurationsmuligheder, giver brugeren en enorm magt. Det gør det også muligt, at tilpasse systemet til en computer, der er mindre kraftfuld. Det vil sige, at den nyeste udgave af Kubuntu kan køre på ældre computere blot uden et vist antal af grafiske effekter. Det er også muligt at oprette og administrere andre brugere samt definere, hvad en bruger har adgang til. Eksempelvis kan en bruger få adgang til at anvende cd-rom drev eller nægtes adgang til lydhardwaren.

### Desktop effects
Desktop effects eller skrivebordseffekter er blandt de funktioner, som gør Kubuntu i stand til at køre på ældre pc'er ved at minimere kravene til grafikkortet såfremt de deaktiveres. I denne forbindelse er det vigtigt at nævne, at alle effekter kan slås fra ved at deaktivere "compositing state" og dermed OpenGL. Sidstnævnte har avanceret grafik som sin primære opgave. Aktive skrivebordseffekter gør det imidlertid også muligt for brugeren, at få en helt ny skrivebordsoplevelse. For det første kan Kubuntu via skrivebordseffekter gøre computeren handicapvenlig. Det kan også forandre ikke-aktive vinduer såvel som animering af bevægende vinduer (det kan gøres endda mere ekstremt ved at aktivere "Wobbly Windows", hvormed bevægelser gør vinduerne deforme). Det har også en række værktøjer, der viser framerate per second (FPS) såvel som en funktion, der gør det muligt for brugeren at se, hvilken del af skærmen, der er blevet opdateret. Endelig er der også en række funktioner for vinduehåndtering. Hvis man vælger at anvende alt og tabulator funktionen til at bladre mellem vinduer, er der en række forskellige muligheder.

## Galleri
- Kubuntu 5.04
- Kubuntu 6.06 LTS
- Kubuntu 8.04
- Kubuntu 8.10
- Kubuntu 9.04
- Kubuntu 9.04 demonstration af skrivebordseffekter
- Kubuntu 10.04 LTS Netbook Edition
- Kubuntu 11.04 Skrivebord
- Kubuntu 12.04 LTS
- Kubuntu 14.04 LTS
- Kubuntu 16.04 LTS
- Kubuntu 18.04 LTS
- Kubuntu 20.04 LTS
- Kubuntu 22.04 LTS (da)

## Professionel anvendelse af Kubuntu
Fra 2007 har de franske politibetjente samt Kultur og Kommunikationsministeriet skiftet til Kubuntu. Det sker blandt andet for at få større kontrol over dets informationsteknologi. Endvidere forventes det, at den franske administration vil komme til at spare penge på skiftet på trods af de traditionelle udgifter, der er forbudnet med oplæring i et nyt system. På de Kanariske Øer skal en særlig udgave af Kubuntu kaldet MEDUXa anvendes på landets skoler. Dette påbegyndes i 2008 og implementeringen skal afsluttes i midten af 2009. Det tyske forsikringsselskab LVM har besluttet at lade 10.000 computere få installeret Kubuntu. Skiftet startede i 2010 med 7000 computere og afsluttes i 2011 med de resterende 3000 computere.

## Fællesskab
Kubuntu (og Ubuntu) har en base af frivillige, som er engageret i support af Kubuntu. Supporten omfatter live chat gennem IRC, webforummet Kubuntuforums.net, en malingliste samt understøttelse af diverse sprog heriblandt svensk, nederlandsk, italiensk og tysk. Derudover findes der en række uafhængige fora så som linuxin.dk og ubuntudanmark.dk, der ligeledes yder frivillig support. Førstnævnte er ikke relateret til noget specifikt linux-system, hvorimod sidstnævnte primært er rettet mod Canonicals systemer.

### Bidrag
Fællesskabet består af frivillige, som ikke bare bidrager med support men også med udvikling af software, testning af nye udgaver, dokumentation samt en "bug squad", der skal finde fejl. Derudover er der en række LoCo-teams, som hjælper nye bidragsydere ind i systemet.

## Kendte problemer

### Installation af Java
Installation af Sun Java via pakkehåndtering volder problemer. Det skyldes, at KPackagekit ikke er i stand til at håndtere Sun Javas brugeraftale, som brugeren aktivt skal tilkendegive tilslutning til. En måde at omgå denne fejl på, er ved at installere Sun Java gennem Synaptic, der er et avanceret pakkehåndteringsprogram. Alternativt kan Sun Java installeres fra Konsolen. Der findes åbne alternativer til Sun Java så som OpenJDK. Uanset om Suns eller OpenJDK's udgave anvendes, installere dette dog ikke de nødvendige java-plugins, som anvendes af browsere. Dette gøres ved at placere Java Runtime Environment filer i pluginsmapperne hos de forskellige browsere.

## Eksterne links
- www.kubuntu.com Arkiveret 16. august 2017 hos  Wayback Machine
- www.kde.org
- Kubuntuguide Arkiveret 24. januar 2012 hos  Wayback Machine – Hjælp manual (uofficielle), tips, FAQ, og software vejlede

- Wikimedia Commons har flere filer relateret til Kubuntu